# Acid 13-eicosenoic
Acid 13-eicosenoic (hay còn gọi acid paullinic) là một acid béo omega-7 có thể được tìm thấy trong nhiều nguồn cung từ thực vật như cây guarana (Paullinia cupana). Đây là một trong số các acid eicosenoic.